# Saenghwang

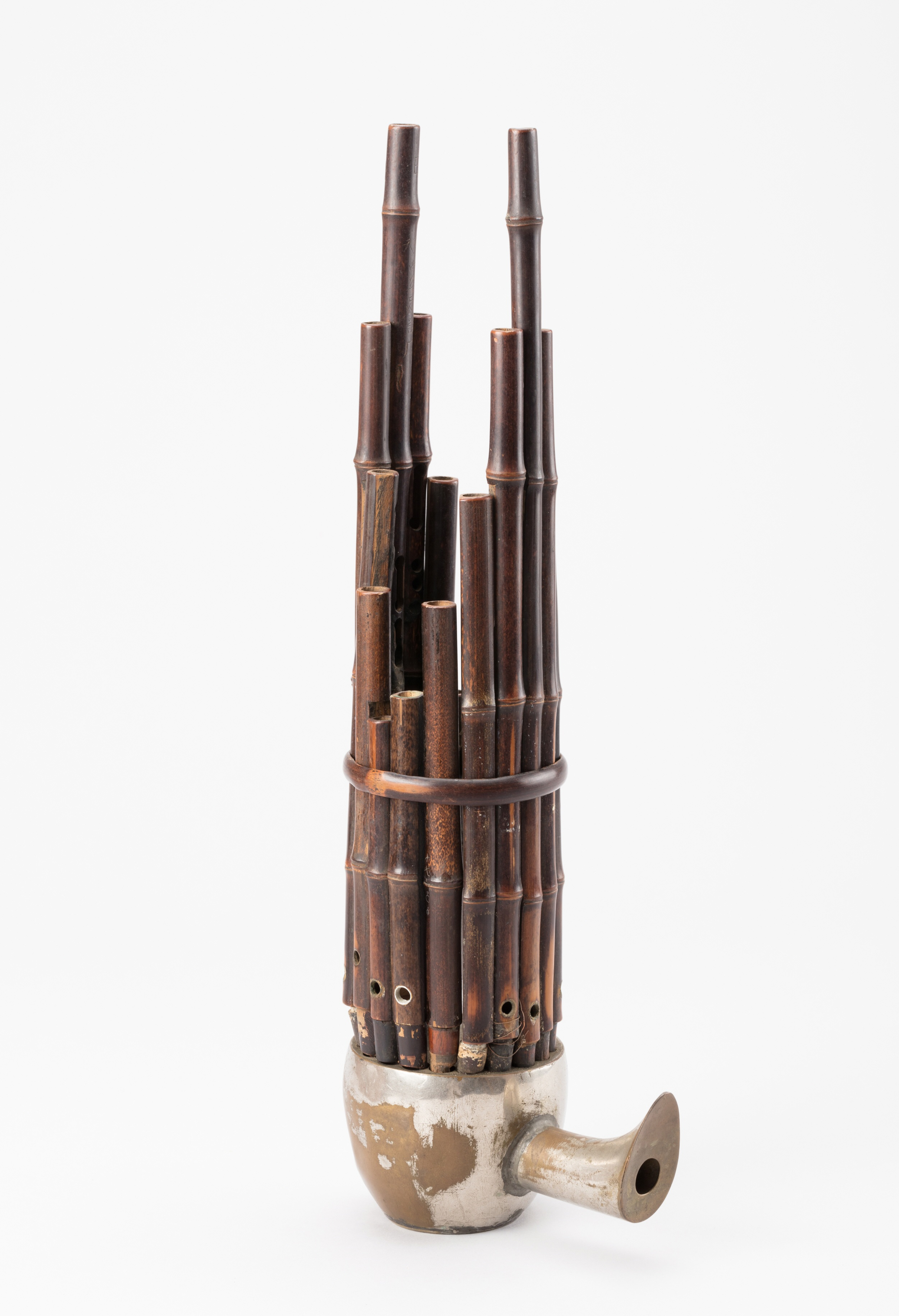
Saenghwang

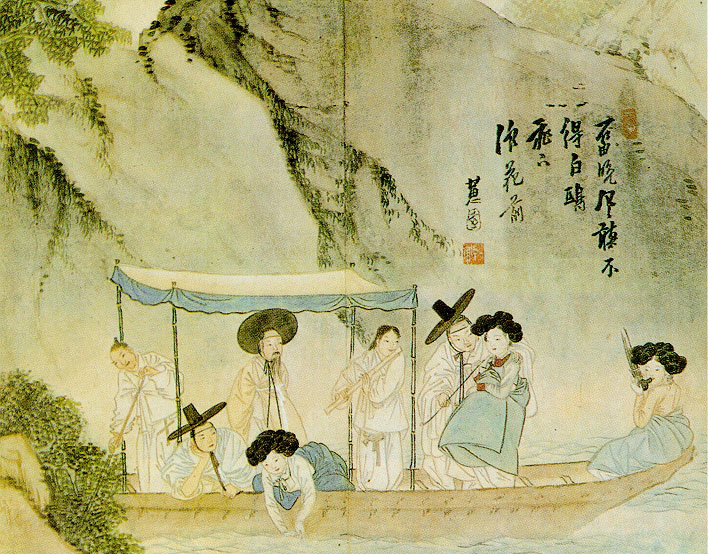
Saenghwang dans le Hyewon pungsokdo, XVIII

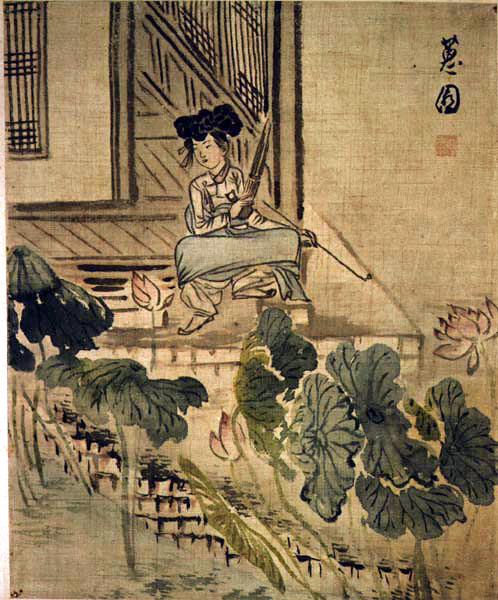
Une femme au jardin de lotus, (gisaeng tenant un saenghwang). Encre, couleur légère s. soie, H. 29,6 cm. Sin Yun-bok (v.1758-ap.1813). Scène de genre: femmes. Musée national de Corée

Le saenghwang (coréen : 생황, hanja : 笙簧, du chinois : 笙簧 ; pinyin : shēnghuáng ; litt. « instrument à anche libre ») est la version coréenne du sheng ou du shō japonais, un instrument à vent à anche libre. La tonalité est différente de celle de son homologue chinois.
Cette version est constituée de 17 tubes de bambou comportant chacun une anche. Ces tubes sont disposés verticalement dans la base, autrefois une calebasse, élément dans lequel le musicien souffle. Cette base est couramment en bois ou métal de nos jours. Contrairement à la majorité des instruments traditionnels de la péninsule coréenne, l'utilisation de celui-ci a quasiment disparu et cet instrument y est peu connu. Il est habituellement joué en trio avec le yanggum (양금, chinois : yángqín (扬琴/揚琴)) et le danso (단소, chinois : 短簫, duǎnxiāo).
Cet instrument est attesté en Corée, sur une cloche d'un temple bouddhiste datée d'environ 750.